# Ломидзе, Отари Александрович
Отари Александрович Ломидзе — советский хозяйственный, государственный и политический деятель, Герой Социалистического Труда.

## Биография
Родился в 1937 году в Грузинской ССР. Член КПСС с 1965 года.
С 1957 года — на хозяйственной, общественной и политической работе. В 1957—1997 гг. — третий, второй, первый подручный сталевара, а с 1960 года — сталевар мартеновского цеха Руставского металлургического завода в городе Рустави Грузинской ССР, слушатель Высшей партийной школы при ЦК КПСС.
Указом Президиума Верховного Совета СССР от 12 мая 1977 года за выдающиеся успехи в выполнении принятых на 1976 год социалистических обязательств по увеличению выпуска и улучшению качества продукции, повышению производительности труда присвоено звание Героя Социалистического Труда с вручением ордена Ленина и золотой медали «Серп и Молот».
Избирался депутатом Верховного Совета СССР 10-го созыва.
Делегат XXV съезда КПСС.
Лауреат Государственной премии Грузинской ССР.
Жил в Грузии.